# Caedmon

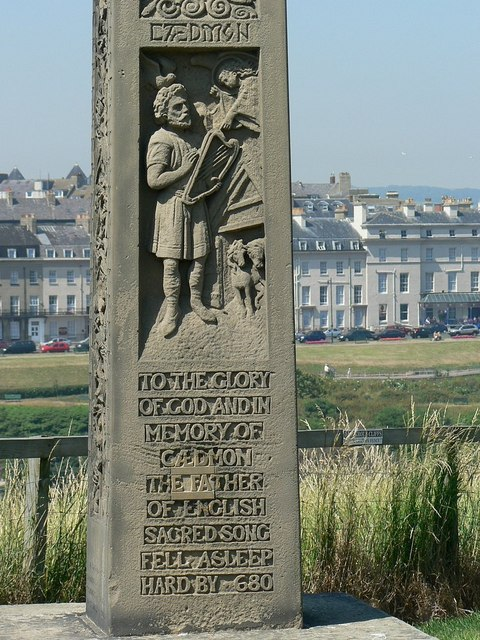
Monumentul ridicat la Whitby în onoarea lui Caedmon

Caedmon sau Cædmon este cel mai vechi poet englez al cărui nume este cunoscut.
De origine anglo-saxonă, a trăit prin secolul al VII-lea.
A fost călugăr la mănăstirea din Whitby.
I se atribuie primele versuri din limba engleză (de fapt, a scris în limba engleză veche). Analfabet, compunea ca un rapsod versurle pe teme biblice repovestite de monahi.
Considerat sfânt, este sărbătorit la 11 februarie.

## Opera
În perioada 658-680 d.Hr., a scris imnuri religioase prelucrate după motive biblice.